# Dreieinigkeitskirche (Sarajevo)

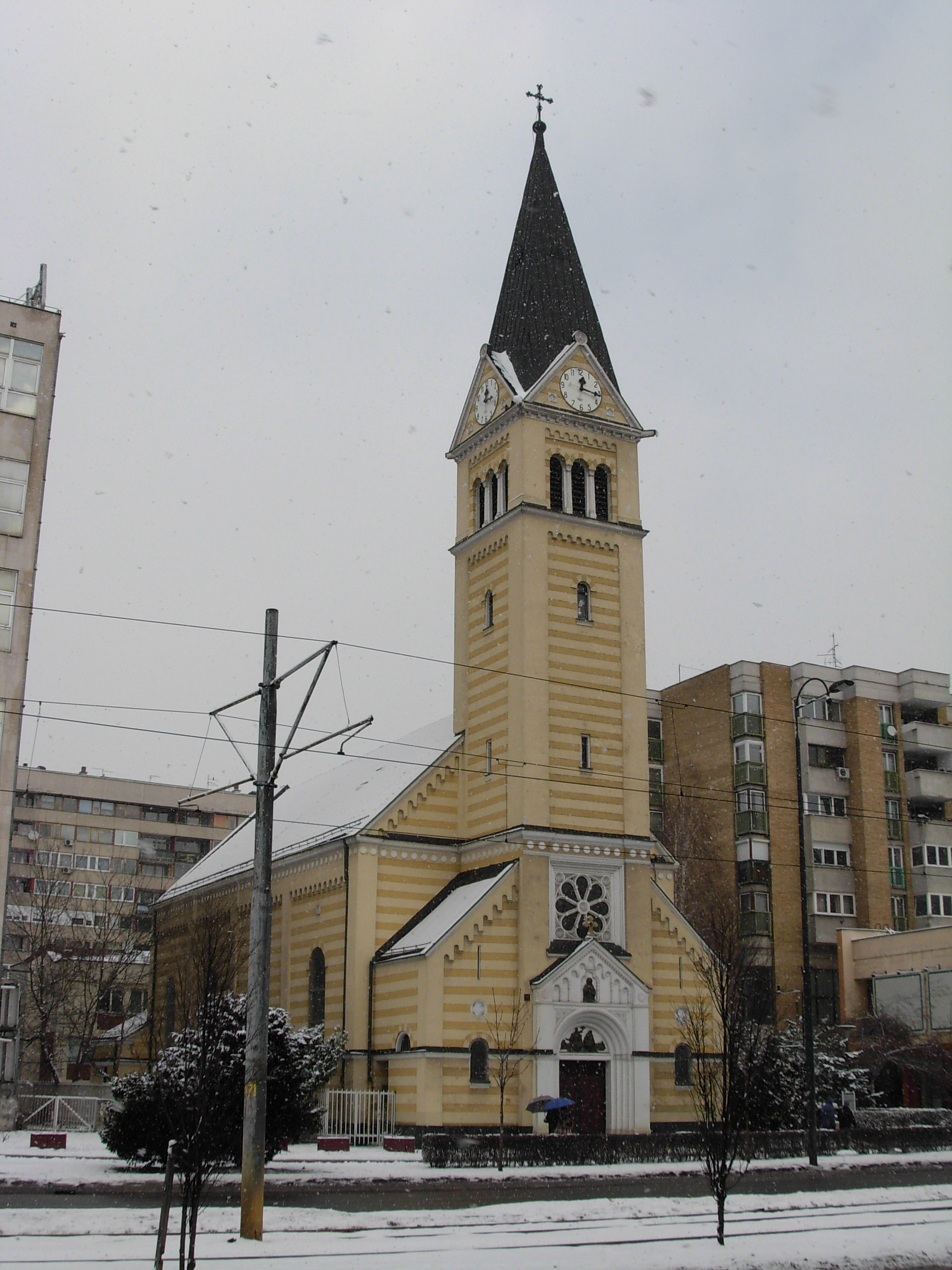
Kirche der Heiligen Dreifaltigkeit (2012)

Die Dreieinigkeitskirche (auch Kirche zur Heiligen Dreieinigkeit, Dreifaltigkeitskirche, Kirche zur Heiligen Dreifaltigkeit; bosnisch Crkva Presvetog Trojstva) ist eine römisch-katholische Kirche in Sarajevo, die unter Denkmalschutz steht und zum Erzbistum Vrhbosna gehört.

## Lage und Geschichte
In der heutigen Gemeinde Novo Sarajevo befindet sich die Kirche im Stadtteil Dolac Malta an der Nordseite der Hauptverkehrsstraße, die von Osten nach Westen durch Sarajevo führt und hier nach Husein Gradaščević ul. Zmaja od Bosne (deutsch Drache von Bosnien) benannt wurde. Um das Jahr 1900 wuchs an dieser Stelle – westlich der Altstadt von Sarajevo und nahe einem ehemaligen Bahnhof – die Siedlung Gradski Pofalići mit ihrem Arbeiterviertel an, das mehrheitlich katholisch bewohnt war. Es erhielt bereits im Jahr 1902 eine eigene Pfarrei Zur Heiligen Dreieinigkeit und in den Jahren 1905 und 1906 entstand für diese ein Kirchneubau, nachdem der anfängliche Plan verworfen wurde, aufgrund von Geldmangel nur eine Kapelle zu errichten. Der Erzbischof von Vrhbosna Josef Stadler beauftragte 1904 wie so oft den Architekten Josip Vancaš mit dem Entwurf, der diesen im Januar 1905 abschloss. Stadtler trat auch als Hauptgeldgeber für diese Kirche auf und erwarb unter anderem das Grundstück, den Rest beglichen die anderen Pfarreien des Erzbistums. Als Baumeister engagierte man Horvat und Scheidig. Die Grundsteinlegung fand am 14. Mai 1905 durch Ivan Evanđelist Šarić statt, die Weihe am 18. November 1906. Ein Jahr später wurde in Bosanski Brod die sehr ähnliche Kirche St. Elias erbaut. Die Segnung der Dreieinigkeitskirche und des Hauptaltars vollzog Josef Stadler.
Während des Bosnienkriegs befand sich die Kirche nahe der Frontlinie und wurde daher schwer beschädigt. Insbesondere das Dach, die Fassade und die Buntglasfenster waren betroffen. Dadurch drang zudem Wasser in die Kirche ein, und es kam zu Schäden am Inventar. Sie wurde in den Jahren von 1999 bis 2008 schrittweise restauriert.

## Baubeschreibung
Die Hauptfassade der neuromanischen Kirche zeigt nach Süden und wird vom Glockenturm dominiert. Dieser ist leicht in das Kirchenschiff eingezogen. Besonders markant ist die zweifarbig gestreifte Fassade. Diese Streifen waren anfangs blau und grau, sind heute aber in hellem und dunklem Ocker ausgeführt. Stilistisches Vorbild dieser Mehrfarbigkeit waren dalmatinische Kirchen der Romanik wie die Mariä-Himmelfahrt-Kirche in Rab. Der gesamte Aufbau ist streng symmetrisch, so dass sich links und rechts des Turms Anbauten mit gleich verteilten Fenstern finden sowie am Turm an allen vier Seiten Fenster, Friese, Klangarkaden, Uhren und Giebel jeweils identisch angebracht wurden. Das Hauptportal wurde als Stufenportal mit einem Relief im Tympanon sowie einer Darstellung von Jesus unter einem angedeuteten Baldachin gestaltet. Oberhalb des Portals befindet sich eine Fensterrose mit zwei Metern Durchmesser. Nördlich an den Turm schließt das Schiff an, das vier Fensterachsen aufweist. Der Chor wurde deutlich schmaler entworfen und um Anbauten ergänzt. Anders als beim Turm sind diese Anbauten aber aus der Gebäudeflucht herausgeschoben. Die Apsis wurde als nördlichster Gebäudeteil errichtet und weist drei Fenster auf, die etwas kleiner sind als die Fenster am Kirchenschiff.
Die Kirche ist 39,5 Meter lang und 14,9 Meter breit, der Kirchturm ist 46,2 Meter hoch und wird von einem fast drei Meter hohen Kreuz bekrönt. Die Ausmalung übernahm Karl Richter, das Gemälde  der Heiligen Dreifaltigkeit über dem Altar stammt von Oton Iveković, der auch weitere Gemälde für den Altar selbst schuf. An dessen Seitenwänden befanden sich über dem Eingang zur Sakristei zwei Gemälde von Jan Karlović Janowsky, die die Verklärung des Herrn auf dem Berg Tabor und die Taufe Jesu im Jordan zeigten, welche aber um das Jahr 2000 durch Nachbildungen von Ante Martinović (Sarajevo) ersetzt wurden. Einige der zehn großen Buntglasfenster wurden im Jugendstil gestaltet. Im Jahr 2008 erhielt die Kirche vom Freiburger Münster eine Orgel geschenkt, die neben den geistlichen Zeremonien auch für Konzerte genutzt wird.
Der Hauptaltar wurde vom Steinmetz Anton Lušina aus Sarajevo aus dalmatinischem Stein und Marmor aus Sarajevo gefertigt. Dieser stiftete zudem selbst zwei Weihwassergefäße aus weißem Stein am Eingang zum Kirchenschiff. Dragan Morak, Bildhauer aus Zagreb, der auch eine Reihe von Statuen für die Herz-Jesu-Kathedrale Sarajevos schuf, gestaltete Statuen der Heiligen Augustinus und Josef für den Hauptaltar. Weitere Statuen in der Kirche stellen Stephanus, die Hl. Anna, die Hl. Kyrill und Method und die Hl. Peter und Paul sowie das Heiligste Herz Jesu und das Heilige Herz Mariens dar. Die Werkstatt von Ferdinand Stuflesser fertigte die Seitenaltäre und die Kanzel an. Die Beichtstühle und Kirchenbänke stammen von der Holzfabrik Venturini & Buttazoni. Ivan Dolžan aus Sarajevo schuf das Taufbecken, Nikola Momčinović den Terrakotta-Kreuzweg (1907).
Im Mai 2009 wurde die Kirche zum nationalen Denkmal von Bosnien und Herzegowina erklärt. Neben den Gebäuden sind auch die Gemälde und Skulpturen geschützt. In der Begründung wird unter anderem betont, dass hier der Ausgangspunkt der Schaffung von Novo Sarajevo zu finden ist sowie dass es sich um eine der bedeutenden Errungenschaften des Historismus in Bosnien und Herzegowina handelt.